# HERE WeGo
Pour les articles homonymes, voir HERE et Here.
HERE WeGo (précédemment HERE Maps, Nokia Maps, et Ovi Maps) est un logiciel de cartographie gratuit développé par HERE Apps LLC, accessible à partir d’un ordinateur, un téléphone ou d’une tablette. 
L'application native est compatible avec Windows Phone, iOS, Android, Sailfish OS, Ubuntu Touch et Firefox OS. HERE inclut la navigation vocale guidée à la fois pour les piétons et les conducteurs de plus de 100 pays. 
Le programme permet de télécharger les cartes de plus de 180 pays afin d'utiliser la géolocalisation hors-connexion, l'utilisation seule du GPS ne consommant pas de données.

## Histoire
En août 2015, Nokia vend sa filiale de cartographie HERE à un consortium de constructeurs automobiles allemands incluant Daimler, BMW et Audi pour 2,8 milliards d'euros.

## Téléphones compatibles
Aujourd'hui tous les smartphones vendus sous Android, iOS, ubuntu touch ou Windows Phone et ayant une puce GPS sont compatibles avec HERE WeGo. Ils peuvent avoir en option pour certains un support de type ventouse pour une utilisation dans une voiture, ce qui permet de remplacer un GPS classique.

## Versions et téléchargements
Depuis le passage au gratuit d'HERE le 21 janvier 2010, l'application a été téléchargée plus de 1,4 million de fois en deux semaines. Il y a en moyenne un téléchargement par seconde, 24h sur 24.
Une nouvelle version a été publiée en mai 2010, la version 3.04, elle apporte plus de précision et de rapidité (optimisation du processus d’acquisition de position et ajout du positionnement avec le Wi-Fi) ainsi qu’une meilleure fluidité lors de la manipulation d'une carte (zoom, dé-zoom, déplacement). Elle contient plus de points d’intérêt et notamment Cityvox  pour la France. De plus, HERE Maps inclut maintenant les avis des internautes via le service Qype. La nouvelle fonctionnalité Own Voice, qui possède une bibliothèque d’environ 4 000 voix et un nouveau logiciel permet de créer à partir de sa propre voix le guidage vocal,.
Début 2015, HERE WeGo est publié sur le Play Store de Google, puis le 15 mars 2015 sur iOS, où il n'était plus depuis sa suppression par Apple début 2013.

## Caractéristiques
La version actuelle d'HERE WeGo sous iOS (v1.0.59) inclut :
- Trajets à pied, en voiture et transports en commun ;
- Des contenus et avis tiers via des sites tels que ViaMichelin ou TripAdvisor ;
- La possibilité de partager sa position sur son réseau social ou de l'envoyer par SMS ;
- Le téléchargement des cartes pour les consulter hors connexion dans plus de 100 pays ;
- Les bâtiments des grandes villes et de leurs banlieues ainsi que leurs monuments sont disponibles en 3D ;
- Les conditions météorologiques peuvent être vues sur la carte ;
- L'info-trafic ;
- Un mode « GPS routier » incluant les limitations de vitesse sur la route sur laquelle on circule ;
- Avertissement des zones dangereuses ;
- Possibilité de choisir la voix du guidage vocal (homme ou femme pour certaines langues et le nom des rues dont en français) ;
- Le support du multitoutch ;
- Un rafraîchissement des icônes du menu ;
- Les lignes de transports en commun dans plus de 200 villes à travers le monde ;
- Nouveau lieu avec la description, commentaires, images et lieux à proximité.

Certains de ces services nécessitent une connexion internet par le téléphone ce qui occasionne des frais s'il n'y a pas d'abonnement.